# Razisea ericae
Razisea ericae là một loài thực vật có hoa trong họ Ô rô. Loài này được Mildbr. ex Wassh. miêu tả khoa học đầu tiên năm 1997.